# Ноттоуэй

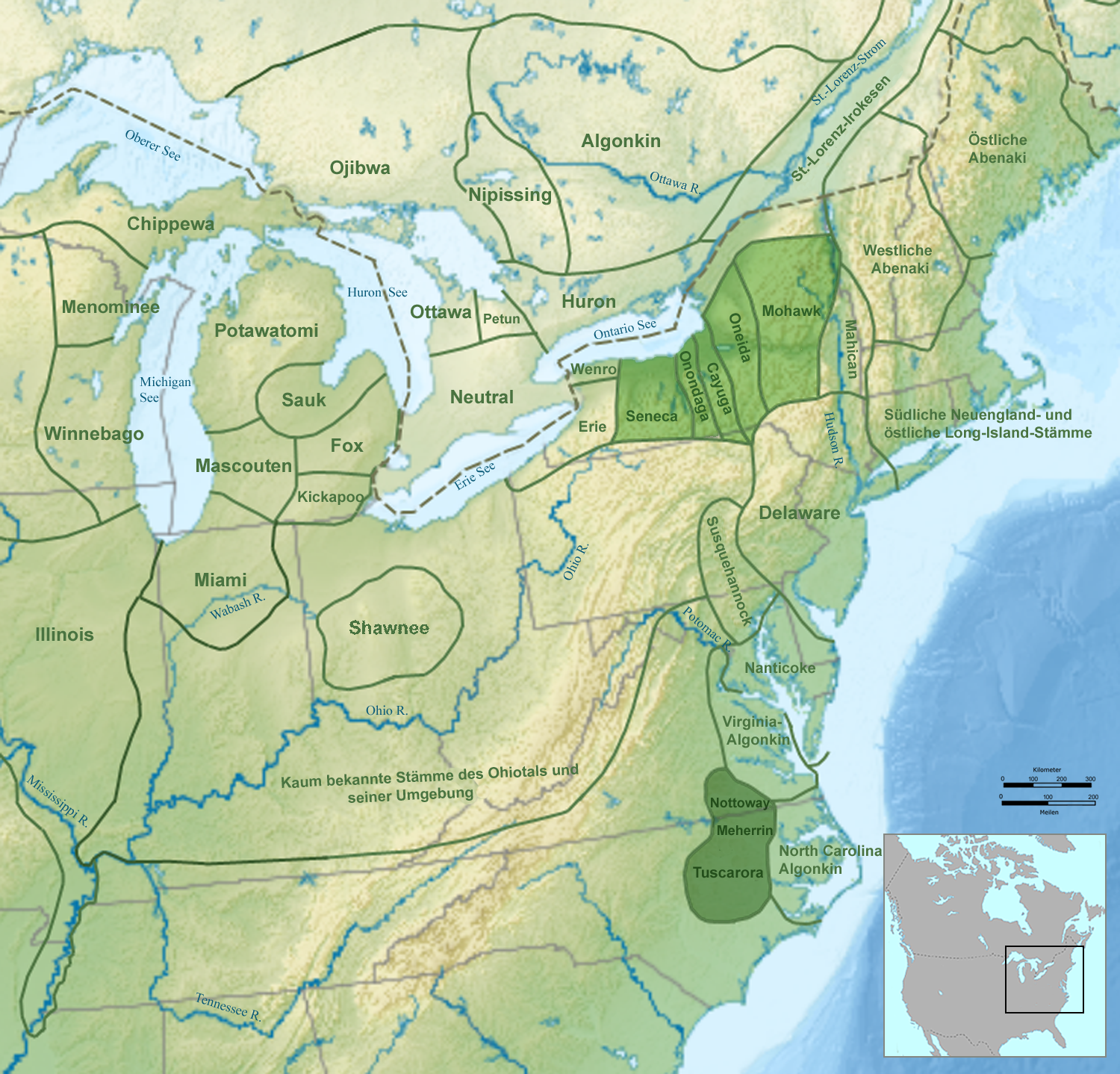
Традиционная территория ноттоуэй и соседних племён

Ноттоуэй (англ. Nottoway) — североамериканский индейский народ ирокезской языковой семьи. Они были лингвистически и культурно связаны с племенами тускарора и мехерины. Традиционные земли ноттоуэй находились на юго-востоке современного американского штата Виргиния.

## История
Традиционная территория ноттоуэй находилась на юго-востоке современного американского штата Виргиния. Племя проживало вдоль реки Ноттоуэй на территории современных округов Айл-оф-Уайт, Динуидди, Ноттоуэй, Сассекс и Саутгемптон. Каждая община племени была автономной и имела своего собственного лидера. Первое документально оформленное письменное сообщение о контактах европейцев с ноттоуэй было опубликовано в 1650 году английским купцом и исследователем Эдвардом Бландом. Группа Бланда искала новые земли для колониальной экспансии и планировала установить торговые отношения с отдалёнными индейскими племенами. В своём дневнике он описал два поселения племени, которые были расположены на северном и южном берегах реки Ноттоуэй.
Ноттоуэй были в числе нескольких племён, подписавших договор 1677 года, который был заключён после восстания Бэкона. На первый взгляд, договор должен был положить конец конфликту между индейцами Виргинии и англичанами, но его условия подрывали власть коренных жителей и лишали их независимости. Племена, подписавшие договор, стали данниками английского короля Карла II. В 1705 году колониальные власти зарезервировали для ноттоуэй два участка земли на территории современных округов Сассекс и Саутгемптон, образовав индейскую резервацию, площадью 41 000 акров, что значительно сократило традиционную территорию племени, численность которого к тому времени составляла около 400 человек. В том же году Палата бюргеров отменила закон о границах реки Блэкуотер, открыв земли за рекой для колониального заселения. Это означало, что англичанам по закону разрешалось вторгаться на территорию ноттоуэй и соседних племён, что являлось нарушением договора, подписанного в 1677 году.
Правительство Виргинии пыталось включить ноттоуэй в сферу своего влияния, особенно, когда колонией руководил вице-губернатор Александр Спотсвуд. Во время Тускарорской войны Спотсвуд призвал ноттоуэй поддержать англичан, как это было согласовано в договоре 1677 года. Он хотел, чтобы земли племени были использованы в качестве территориального буфера между колонистами и тускарора. 27 февраля 1713 года лидеры ноттоуэй подписали со Спотсвудом отдельный договор, описывающий их отношения с колониальным правительством и подтверждающий их права на землю. Договор также предусматривал, что ноттоуэй отправляют двенадцать мальчиков в школу форта Кристанна на территории современного округа Брансуик.
После окончания Тускарорской войны, часть ноттоуэй, вместе с большинством тускарора, уехала на север и поселилась на землях ирокезов. Ноттоуэй, оставшиеся в Виргинии, проживали на территории своей резервации. Они продали меньший из двух участков в 1734 году. В 1744 году они продали ещё 5 000 акров оставшейся у них земли, за которыми последовали продажи в 1748 и 1756 годах. В 1808 году ноттоуэй попытались продать оставшиеся земли своей резервации. 19 членов племени по-прежнему владели 3 900 акрами земли, причём 144 из этих акров были засажены кукурузой. В 1818 году Генеральная ассамблея разрешила продажу чуть более 25 % оставшейся территории резервации. Наконец, в 1824 году штат разрешил разделить земли резервации на индивидуальные участки. Хотя многие из оставшихся ноттоуэй вскоре продали свои наделы, некоторые сохранили за собой землю. В 1953 году был продан последний участок, принадлежащий члену племени.

## Современное положение
В марте 2010 года штат Виргиния признал индейское племя ноттоуэй (англ. Nottoway Indian Tribe of Virginia) и индейское племя чероенхака (ноттоуэй) (англ. Cheroenhaka (Nottoway) Indian Tribe). Представители индейского племени ноттоуэй проживают в округах Саутгемптон и Сарри, а также в прибрежных районах Виргинии. Большинство членов индейского племени чероенхака (ноттоуэй) проживают в округе Саутгемптон, остальные — в близлежащих округах Виргинии и Северной Каролины. В 2010 году в индейском племени ноттоуэй было 110 зарегистрированных членов, а в племени чероенхака — 272. Ни одно из них не признано на федеральном уровне.